# إكويليبريوم (فلم)
إكويليبريوم (بالإنجليزية: Equilibrium، وتعني التوازن) هو فيلم ديستوبيا وأكشن وخيال علمي أمريكي من إنتاج عام 2002 وإخراج كورت ويمر، يلعب الدور الرئيسي فيه الممثل كريستيان بيل.

## القصة
في مدينة اسمها ليبريا (بالإنجليزية: Libria)، يشرح الفيلم تفاصيل حدوث حرب عالمية ثالثة في بداية القرن الحادي والعشرين والتأثير المدمر لهذه الحرب على الحضارة البشرية. عندما تنتهي الحرب، يخشى قادة العالم من أن الجنس البشري لن يكون قادرا على تخطي حرب عالمية رابعة، وأنه يجب بناء مجتمع بشري جديد خالي من النزاعات لتلافي خطر انقراض نوع الإنسان.
لتحقيق هذا الهدف، يقرر قادة العالم منع كل الأشياء التي تولد المشاعر والأحساسيس، لأنها -حسب الفيلم- مسؤولة عن معاملة البشر لبعضهم بطرق لاإنسانية، فيتم منع الموسيقى والفنون والأدب، وأيضا يجبر البشر على تناول مادة كيميائية صناعية اسمها بروزيوم (بالإنجليزية: Prozium)، تقوم بكبت المشاعر والأحاسيس وتمنعها من أن تقود الإنسان إلى طلب المزيد، والتوقف عن أخذ هذه المادة يعتبر جريمة لأن الإحساس هو جريمة تستحق الموت في ذلك الفيلم.
شكل المادة هو كبسولة زجاجية صغيرة فيها سائل أصفر، توضع في مسدس صغير وفي ذلك المسدس مكان لسبع كبسولات، يتم حقنها من قبل كل شخص في الكوكب كل صباح لكبت مشاعره.

## طاقم التمثيل
من أبرز ممثلي الفيلم:
- كريستيان بيل
- شون بين
- إميلي واتسون
- شون بيرتوي
- ويليام فيشتنر

## وصلات خارجية
- مقالات تستعمل روابط فنية بلا صلة مع ويكي بيانات

 (بالإنجليزية)